# Mark Addy
Mark Addy, właśc. Mark Addy Johnson (ur. 14 stycznia 1964 w Yorku) – brytyjski aktor, znany z ról Dave’a Horsefalla w nominowanej do Oscara komedii Goło i wesoło (1997) oraz Billa Millera w sitcomie amerykańskiej stacji telewizyjnej CBS Still Standing (2002–2006). Laureat nominacji do nagrody BAFTA.
Od 1996 żonaty z Kelly Addy, z którą ma trójkę dzieci: córkę Ruby (ur. 2000) oraz dwóch synów – Charliego (ur. 2003) i Oscara (ur. 2005). Wraz z rodziną mieszka w rodzimym Yorku w północnej Anglii.

## Filmografia
- Cienka niebieska linia (The Thin Blue Line), 1995–1996
- Goło i wesoło (The Full Monty), 1997
- Jack Frost, 1998
- Flintstonowie: Niech żyje Rock Vegas! (The Flintstones in Viva Rock Vegas), 2000
- Obłędny rycerz (A Knight’s Tale), 2001
- Wehikuł czasu (The Time Machine), 2002
- Zjadacz grzechów (The Order), 2003
- W 80 dni dookoła świata (Around the World in 80 Days), 2004 jako kapitan statku
- Still Standing, 2002−2006
- Gra o tron  (Game Of Thrones), 2011 jako Robert Baratheon
- Mary Poppins powraca (Mary Poppins Returns), 2018 jako koń (głos)